# Anaspis regimbarti
Anaspis regimbarti är en skalbaggsart som beskrevs av Friedrich Julius Schilsky 1895. Anaspis regimbarti ingår i släktet Anaspis, och familjen ristbaggar. Arten är reproducerande i Sverige.